# Robert Carnwath, Lord Carnwath of Notting Hill

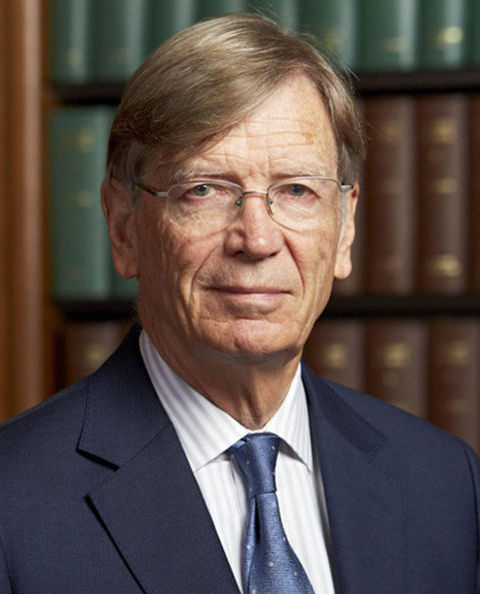
Robert Carnwath, Lord Carnwath of Notting Hill, 2016

Robert John Anderson Carnwath, Lord Carnwath of Notting Hill Kt CVO PC QC (* 15. März 1945) ist ein britischer Jurist und war von 2012 bis 2020 Richter am Obersten Gerichtshof des Vereinigten Königreichs.

## Leben

### Rechtsanwalt und Generalstaatsanwalt des Prince of Wales
Nach dem Besuch des Eton College absolvierte Carnwath ein Studium der Rechtswissenschaften am Trinity College der University of Cambridge. Nachdem er 1968 seine anwaltliche Zulassung bei der Rechtsanwaltskammer (Inns of Court) von Middle Temple erhalten hatte, nahm er eine Tätigkeit als Barrister auf und beschäftigte sich in den folgenden Jahren schwerpunktmäßig mit Kommunal-, Planungs- und Umweltrecht. Als Mitglied der Anwaltskanzlei Landmark Chambers befasste er sich ferner mit Verwaltungsrecht und war zeitweilig Vorsitzender der Vereinigung der Verwaltungsjuristen (Administrative Bar Association).
Nach zwölfjähriger anwaltlicher Tätigkeit wechselte Carnwath 1980 in den Regierungsdienst und war bis 1985 Rechtsberater der Steuerbehörde (Inland Revenue). 1985 wurde er für seine anwaltlichen Verdienste zum Kronanwalt (Queen’s Counsel) ernannt und arbeitete danach wieder als Rechtsanwalt, ehe er 1988 Generalstaatsanwalt (Attorney General) beim Prince of Wales wurde. Diese Funktion bekleidete Carnwath, der 1988 auch Companion des Royal Victorian Order wurde, bis 1994. Während dieser Zeit verfasste er im Auftrag des Umweltministeriums den nach ihm benannten Carnwath-Bericht über die Durchführung von Planungskontrollen, die maßgeblich in das Planning and Compensation Act 1991 einflossen und damit den Weg für eine grundlegende Reform des Planfeststellungsverfahrens ebnete.

### Aufstieg zum Richter am Obersten Gerichtshof
1994 wurde Carnwath zum Richter in die Kammer für Wirtschaftssachen (Chancery Division) an dem für England und Wales zuständigen  High Court of Justice berufen und bekleidete dieses Richteramt bis 2001. Zugleich wurde er 1994 zum Knight Bachelor geschlagen und führte somit fortan den Namenszusatz „Sir“. Zuletzt war er als Nachfolger von Mary Arden zwischen 1998 und seiner Ablösung durch Roger Toulson 2001 auch Vorsitzender der Law Commission of England und Wales, die sich mit der Reform des englischen und walisischen Rechts befasst.
Nach Beendigung der Richtertätigkeit am High Court of Justice erfolgte am 15. Januar 2002 seine Berufung zum Richter (Lord Justice of Appeal) am Court of Appeal, dem für England und Wales zuständigen Appellationsgericht. Daneben wurde er 2002 auch zum Privy Councillor ernannt. Während dieser Zeit fungierte er zwischen 2004 und 2005 als Generalsekretär des EU-Forums der Richter für die Umwelt, nachdem er sich bereits seit 2002 in einer weltweiten Arbeitsgruppe von Juristen zur Entwicklung eines Programms zur Verbesserung der Verständigung und der Praxis bei Umweltfragen engagiert hatte. Darüber hinaus ist er seit 2006 Präsident der britischen Umweltrechtsvereinigung sowie Mitherausgeber der Fachzeitschrift Journal of Environmental Law.
Auf Vorschlag von Lordkanzler Jack Straw wurde Carnwath von Queen Elisabeth II. am 12. November 2007 zum ersten Senior President of Tribunals ernannt. Aufgrund dieses nach dem Tribunals, Courts and Enforcement Act 2007 war er in der Folgezeit mit der Reform der Tribunale und Gerichte in England und Wales befasst.
Nach dem Ende der Amtszeit von Simon Brown, Baron Brown of Eaton-under-Heywood am 9. April 2012 wurde Carnwath am 17. April 2012 dessen Nachfolger als Richter am Obersten Gerichtshof des Vereinigten Königreichs. Zugleich wurde ihm auf Lebenszeit der Höflichkeitstitel eines Lord Carnwath of Notting Hill verliehen. Da er bereits vor dem 31. März 1995 ein Richteramt bekleidete, endete seine offizielle Amtszeit als Richter erst mit seinem 75. Geburtstag am 15. März 2020.
Im Juni 2012 gehörte Lord Carnwath zu den Teilnehmern der Konferenz der Vereinten Nationen über nachhaltige Entwicklung in Rio de Janeiro.